# Septain
Un septain est une strophe composée de sept vers, très utilisée au Moyen Âge et au XIXe siècle. La structure ababccb a été appelée "septain romantique" depuis son utilisation par Vigny dans le recueil Les Destinées.
Je chante une enfant de Provence.
Dans les amours de sa jouvence,
Par la Crau, vers la mer, et dans les champs de blé,
Humble écolier du grand Homère,
Je la suivrai. Comme sa mère
Ne la destina qu'à la terre.
Plus loin que la Crau d'Arle il s'en est peu parlé.
(Frédéric Mistral, Mireille, aabcccb)
Une variante de septain est la strophe royale:
O Love, this morn when the sweet nightingale
Had so long finished all he had to say,
That thou hadst slept, and sleep had told his tale;
And midst a peaceful dream had stolen awayr
In fragrant dawning of the first of May,
Didst thou see aught? didst thou hear voices sing
Ere to the risen sun the bells ’gan ring?
(William Morris, The Earthly Paradise)